# John Matheson
John Matheson es un personaje ficticio del universo de Babylon 5. En ella él es un oficial de las Fuerzas Terrestres y un telépata, que apareció en la serie Crusade. Como tal es interpretado por el actor Daniel Dae Kim.

## Biografía
John Matheson es un telépata de nivel 6 y también el primer telépata en las Fuerzas Terrestres. Al principio Matheson quiso ser piloto, pero se le negó por ser telépata. De esa manera tuvo que ser parte del Cuerpo Psíquico para evitar tener que tomar drogas para suprimir su poder telepático, que le hubiesen afectado negativamente. Durante la guerra telepática, se mantuvo leal al Cuerpo Psíquico y sirvió durante la guerra en el cuartel general del Cuerpo Psíquico. Cuando todos los policías psíquicos estaban ocupados, Matheson se le fue asignado a custodiar una líder rebelde encarcelada y asegurarse su subyugación administrándole drogas para suprimir su poder telepático para ello. La prisionera persuadió a Matheson para que la ayudara, y el joven telépata finalmente traicionó al Cuerpo y ayudó a la renegada a destruir el edificio.
Tras el fin de esa guerra, que acabó con el Cuerpo Psíquico, pudo cumplir su sueño de su vida al unirse a la Fuerza Terrestre, algo imposible imposible bajo las reglas del Cuerpo Psíquico. Fue un oficial muy decidido y como tal ascendió rápidamente de rango.  Para el año 2267, ya había servido como teniente y primer oficial en una nave de exploración comandada por el capitán Matthew Gideon. La nave viajaba por los lugares límite de la galaxia durante el ataque Drakh y fue llamada de regreso a la Tierra después de ese ataque. Allí la tripulación tuvo una nueva oportunidad de ayudar a la Tierra al abordar la Excalibur con el capitán Gideon para buscar una cura para la plaga desatada por los Drakh en la Tierra.
Al principio, se mostraron reacios a nombrar a Matheson como primer oficial de la Excalibur, ya que los telépatas no eran bien vistos y esta misión estaría en el ojo público. Sin embargo, Gideon insistió en Matheson, o renunciaría al mando. Por ello Matheson le mostró más tarde su agradecimiento a Gideon. Lo demuestra siendo leal a Gideon. También es un excelente primer oficial y, en general, un líder. Hace todo al pie de la letra. Sin embargo este también es uno de sus defectos. Como telépata Matheson debe estar sometido a estrictos controles como precio de ser miembro de la Fuerza Terrestre. Como tal debe cuidarse de no cometer el más mínimo error con sus habilidades telepáticas, ya que eso le metería en serios problemas. Está por ello tan preocupado por el procedimiento y su inestable posición como telépata a bordo que siempre actúa así, incluso cuando no es lo correcto.